# Edward Neville, III barón Bergavenny
Edward Neville, III barón de facto (I de jure) Bergavenny (antes de 1414 – 18 de octubre de 1476) fue un par inglés.

## Familia
Fue el séptimo hijo of Ralph Neville, conde de Westmorland, y Joan Beaufort, hija de Juan de Gante y Katherine Swynford).
En 1436, se casó con Lady Elizabeth de Beauchamp (16 de septiembre de 1415– 18 de junio de  1448 ),  hija de Richard Beauchamp, conde de Worcester, e Lady Isabel le Despenser. Más tarde, Elizabeth se convertiría en la III baronesa de jure Bergavenny. Tuvieron cuatro hijos:
- Richard Nevill (antes de 1439 – antes de 1476);
- Sir George Nevill (c. 1440–1492), quien se convirtió en IV y II barón Bergavenny tras la muerte de su padre. Ancestro de Mary Ball, madre de George Washington;[3]
- Alice, casada con Sir Thomas Grey;
- Catherine (n. c. 144), casada con John Iwardby.

Pocos meses después de la muerte de su primera esposa, se casó con Katherine Howard, hija de Robert Howard y hermana de John Howard, I duque de Norfolk. Su segunda mujer tuvo tres hijas con él:
- Catherine Nevill (b. c. 1452/bef. 1473) casada con Robert Tanfield (m. 1461), hijo de Robert Tanfield y Elizabeth Brooke, hija de Edward Brooke, VI Cobham, y Elizabeth Touchet; su hijo William es un ancestro de Thomas Jefferson.[4][5]
- Margaret (antes de 1476-1506), casada con John Brooke, VII barón Cobham, con quien fue abuela de Elizabeth Brooke, Lady Wyatt.
- Anne (antes de 1476-1480/81)., no sobrevivió a su padre.

## Carrera
Neville fue nombrado caballero en algún momento posterior a 1426.
En 1438, Bergavenny, como era llamado para entonces, fue nombrado Justicia de Paz en Durham.
Fue capitán en el asediado Ducado de Normandía en 1449. Su hijo mayor, Richard, fue uno de los rehenes entregados a los franceses cuando los ingleses rindieron la ciudad de Rouen ese año.
Tras la muerte de su primera esposa, fue convocado por el Parlamento Inglés en 1450 como "Edwardo Nevyll de Bergavenny", por lo que fue mantuvo el título de barón Bergavenny. En ese momento, se consideró que era por los derechos de su mujer, por lo que se consideró el III y no el I.
En 1454, fue nombrado miembro del Consejo Privado por Ricardo de York, Lord Protector de Inglaterra, junto a otros prominentes miembros de la familia Neville. Fue comisionario de formación en Kent en 1461, y capitán del ejército del norte de Eduardo IV de Inglaterra al año siguiente. Volvió a ser camisionario en 1470, manteniéndose leal al rey, a diferencia de su sobrino Richard Neville, conde de Warwick.